# ナワル

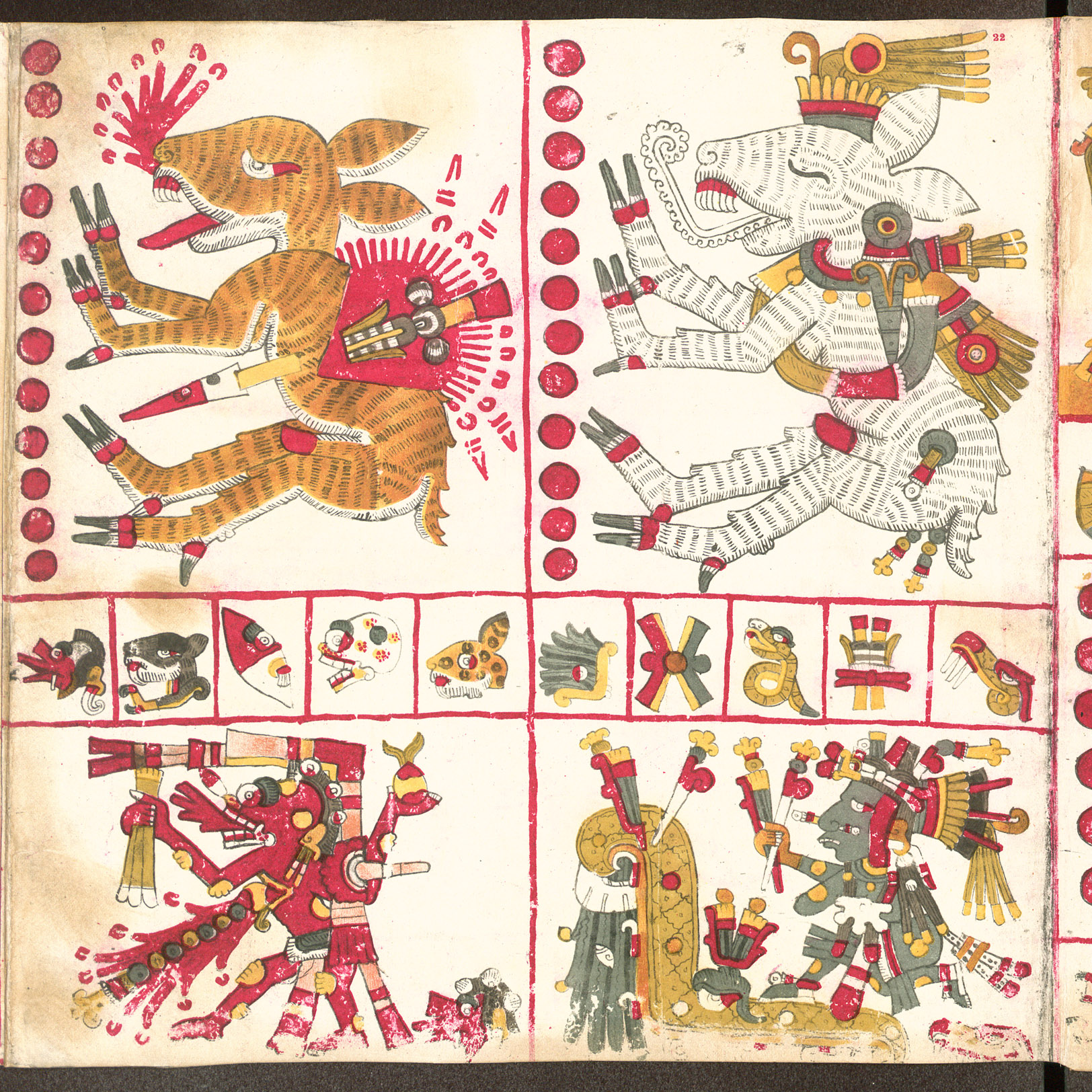
ナワル、変身後の姿

ナワル（ナワール、nahual）とは、メソアメリカ地域において伝承される鳥獣に変身する能力を持つとされた妖術師や魔女（シャーマン）あるいは変身後の姿を指す。

## 概要
ナワルはナワトル語のnaualliに語源を持ち、同地域の先住民の信仰に由来した考えである。彼らの神はトナル（トナール・tonal）と呼ばれる精霊を宿しており、その力によって本来の姿とは別の姿である「もうひとりの自我」である動物やその他自然界の力（稲妻など）に変身出来ると考えられていた。例えば、テスカトリポカ神は自己の妖術を用いてトナルの力を呼び起こしてジャガーに変身出来るとされていた。
また、トナルは人間が生まれた時から「陰の精霊」としてそれぞれの魂を構成しており、神と近い地位にあるシャーマンのような人々は睡眠中の夢などを媒介としてその力を使って鳥獣に変身すると考えられていた。オルメカ文明の遺跡からは跪いた男性がジャガーへの変身途中の姿を描いたものなど、様々な鳥獣への変身途中の過程を描いた石彫りの「変身像」が発掘されている。
ナワルとされた人々が実際に変身するか否かは別として、スペイン植民地時代においてもナワルは先住民居住地域においてカリスマ的・エリート的な要素を持った指導者として活躍していた。そのことは当時のキリスト教宣教師にも認識されており、彼らの中にはナワルが悪魔（先住民が信じる神）と契約して動物などに変身すると信じている者もあった（エルナンド・ルイス・デ・アラルコンら）。折りしも、ヨーロッパにて魔女狩りに伴ってその一種とされた狼憑きの探索が盛んであった時期と重なっていた。

## トナル
トナル（トナール・tonal）とは、しばしばナワルと対となる存在として扱われているが、実際にはナワルではない一般の人々にも精霊として付随している。人の魂を表とすれば、トナルは陰の存在であると考えられている。トナルは誕生直後に発見され、そのきっかけはトナルとゆかりのある動物との接触によるものが多いとされる。
トナルという語はナワトル語のtonalliを語源とするが、この言葉には魂という意味の他に太陽や（カレンダー）の日などの意味も含んでいる。トナルはトナルポワリと結びついているとされ、各日に対応するトナルがあるとされている。従って、誕生日に属するトナルに由来して個人名を付ける慣習が存在した。

## ウアイ
ウアイ（uay）はマヤ語に由来する言葉で、マヤ文明におけるナワルと同義とされているが、オルメカ文明やメキシコ高原方面におけるナワルの要素にトナルにおける魂や精霊の要素も含んでいる。これは人間とウアイを「共通する本質」と捉えてナワル・トワルよりも接近した関係にあると解しているからであるとされている（デイヴィッド・ステュアート、スティーヴン・ハウストンら）。
マヤの王侯貴族には個々に動物や自然物のウアイが付いていると考えられていた。マヤの象形文字では、王を意味するアハウ（ahau）は様式化された人の顔をもって描かれているが、ウアイのそれはアハウの顔半分がジャガーの毛皮で覆いつくされたものとなっている。